# Batalha da Colina 282
A Batalha da Colina 282 ocorreu em 23 de setembro de 1950 durante a Guerra da Coréia e envolveu o 1º Batalhão Argyll e Sutherland Highlanders em um ataque a esta posição como parte de uma operação da 27ª Brigada da Comunidade Britânica no rio Naktong.
Em 22 de setembro de 1950, o Batalhão de Argyll e Sutherland Highlanders subiu para atacar a Colina 282 perto de Songju. Começando antes do amanhecer de 23 de setembro, as Companhias B e C, após uma hora de subida, tomaram a crista da Colina 282, surpreendendo uma força norte-coreana no café da manhã. Do outro lado de uma sela, e a quase um quilômetro de distância a sudoeste, a Colina 388 mais alta dominava a que eles acabavam de ocupar. A Companhia C começou a ir em direção a ele.
As tropas norte-coreanas que ocupavam esta colina já estavam se movendo para atacar a que acabara de ser tomada pelos britânicos. Os norte-coreanos apoiaram seu ataque com artilharia e morteiros, que começaram a cair sobre os britânicos. A ação continuou durante toda a manhã com o fogo norte-coreano aumentando de intensidade. Pouco antes do meio-dia, com o fogo de artilharia americano inexplicavelmente retirado e os cinco tanques americanos de apoio incapazes de colocar os norte-coreanos sob fogo por causa de obstáculos no terreno, os Argylls pediram um ataque aéreo na Colina 388 controlada pelos norte-coreanos.
Pouco depois do meio-dia, os Argylls ouviram o som de aeronaves se aproximando. Três P-51 Mustangs da Força Aérea dos Estados Unidos da 18ª Ala de Caças-Bombardeiros circularam a Colina 282, onde os britânicos exibiram seus painéis de reconhecimento brancos. Os norte-coreanos na Colina 388 também exibiram painéis brancos. Para sua consternação, o capitão Radcliff do grupo de controle aéreo tático tinha um rádio defeituoso que o impedia de estabelecer contato com os F-51s e mais tarde foi revelado que vários controladores aéreos avançados britânicos ainda não haviam notificado os pilotos sobre os painéis de reconhecimento aéreo adequados. Às 12h15, os Mustangs, confusos com os painéis e sem contato de rádio com forças terrestres amigas, lançaram bombas de napalm na posição dos Argylls e também o metralharam com tiros de metralhadora calibre 50.
O ataque terminou em dois minutos e deixou o topo da colina um mar de chamas laranja. Os sobreviventes mergulharam 50 pés encosta abaixo para escapar do napalm em chamas. O major Kenneth Muir, segundo no comando dos Argylls, que liderou um grupo de reabastecimento de munição e liteira até a crista antes do meio-dia, observando as chamas na crista se apagarem, notou que alguns homens feridos ainda mantinham uma pequena área no topo. Agindo rapidamente, ele reuniu cerca de trinta homens e os conduziu de volta colina acima antes que os norte-coreanos se aproximassem e chegassem ao topo. Lá, duas rajadas de fogo automático o feriram mortalmente quando ele e o major A. I. Gordon-Ingram, comandante da Companhia B, dispararam um morteiro de 2 polegadas. De acordo com sua citação da Cruz Vitória, as últimas palavras de Muir ao ser carregado do topo da colina foram "Os Gooks nunca expulsarão os Argylls desta colina".
Gordon-Ingram contou apenas dez homens com ele capazes de lutar, e alguns deles foram feridos. Suas três armas Bren estavam quase sem munição. Às 15:00, os sobreviventes estavam no sopé da colina.
No dia seguinte, uma contagem mostrou 2 oficiais e 11 homens mortos, 4 oficiais e 70 homens feridos e 2 homens desaparecidos, totalizando 89 baixas; Desse número, o ataque aéreo equivocado causou aproximadamente 60.